# 新龙龙蜥
新龙龙蜥（学名：Diploderma xinlongense），一种于中国四川省甘孜藏族自治州新龙县如龙镇俄日村（旧属吴亚乡）雅砻江河谷地区发现的爬行动物，隶属于鬣蜥科（飞蜥科）龙蜥属。

## 名称
2020年部分中国学者建议将 Japalura 的中文名改为“龍蜥屬”，而将 Diploderma 的中文属名改名为“攀蜥屬”。故本种在发表的文献中称为“新龙攀蜥”。然而也有学者反对这种不必要的中文名变更，建议维持物种中文名的稳定性。然而在中国科学院昆明动物研究所研究人员主编的《2022年中国两栖、爬行动物分类变动汇总》中未接受该建议，仍将 Diploderma 称为“龙蜥属”，本种被称为“新龙龙蜥”。